# Augusta (Ontario)
Augusta – gmina (ang. township) w Kanadzie, w prowincji Ontario, w hrabstwie Leeds And Grenville.
Powierzchnia Augusta to 314,06 km².
Według danych spisu powszechnego z roku 2001 Augusta liczy 7635 mieszkańców (24,31 os./km²).